# Protection (альбом Face to Face)
Protectin — це дев'ятий альбом американського панк-рок гурту «Face to Face», випущений 4 березня 2016 року. Він був виданий з каталогом номер FAT954 на декількох форматах, включаючи компакт-диск, вініл та цифрове завантаження.

## Список композицій
Всі пісні написані Trever Keith and Scott Shiflett. Слова Trever Keith.
| #   | Назва                      | Тривалість |
| --- | -------------------------- | ---------- |
| 1.  | «Bent But Not broken»      | 2:30       |
| 2.  | «I Won't Say I'm Sorry»    | 3:27       |
| 3.  | «Double Crossed»           | 2:49       |
| 4.  | «See If I Care»            | 3:25       |
| 5.  | «Say What You Want»        | 2:52       |
| 6.  | «Protection»               | 2:57       |
| 7.  | «Fourteen Fifty-Nine»      | 2:59       |
| 8.  | «It Almost All Went Wrong» | 2:57       |
| 9.  | «Keep Your Chin Up»        | 3:35       |
| 10. | «Middling Around»          | 3:00       |
| 11. | «And So It Goes»           | 3:38       |